# 日本人留学生射殺事件
日本人留学生射殺事件（にほんじんりゅうがくせいしゃさつじけん）は、1992年10月17日にアメリカ合衆国・ルイジアナ州バトンルージュ市の郊外で日本人留学生が射殺された事件である。

## 事件発生まで
当時高校2年生だった16歳の日本人留学生（以下「被害者」と呼ぶ）は、英語好きの母親の影響もあって幼い頃からアメリカに憧れを持ち、愛知県立旭丘高等学校に通っていた2年生の夏、AFS (交換留学)を通じてアメリカ合衆国ルイジアナ州バトンルージュを訪れ、ホームステイ先である大学教授の父親、医師の母親、同年代の高校生の長男（以下、"A"と呼ぶ）の3人一家の元で留学生活をしていた。
1992年10月17日夜、被害者はAの運転する車に乗り2人でハロウィンパーティーへと出掛けた。この際被害者は映画『サタデー・ナイト・フィーバー』で主役を務めたジョン・トラボルタの衣装を模して借り物のタキシード、黒のパンツ、ひだのついた白いシャツを着ていた。同行していたAは事件の数日前にプールへ飛び込んだ際に首を痛めギプス包帯を巻いていた事から、ショーツとテニスシューズを組み合わせ、頭や手足に包帯等を巻きつける事で交通事故の被害者を模した格好に仮装していた。しかしAが会場周辺の地理に不慣れであったことから訪問先の家を間違え、ロドニー・ピアーズ（当時30歳）一家の住む家へと辿り着いた。2人はそれに気づかないまま玄関のベルを鳴らし、勝手口で応対したピアーズの妻は玄関先の2人を見つけるとすぐさまドアを閉め、夫に銃を持ってくるよう要求した。それに応じてピアーズは寝室からレーザースコープ付きのスミス&ウェッソン社製.44マグナム拳銃を持ち出し勝手口へと向かい、2人に向け構え、「フリーズ（Freeze 日本語で「動くな」の意）」と警告した。だが被害者はピアーズに対し「パーティーに来たんです（We're here for the party.）」と説明しながら車庫の中に入り勝手口に近づいた。この行為から被害者はフリーズを「プリーズ（Please 日本語で「こっちへ来い」という意で使われる時がある）」と聞き間違えた可能性がある。ピアーズは発砲し、弾丸は被害者の左肺を貫いた。救急車が呼ばれたが、被害者は出血多量により搬送中に死亡した。

## 刑事裁判へ
ピアーズは、日本の刑法では傷害致死罪に相当する「計画性のない殺人罪」で起訴されたが、同州の東バトンルージュ郡地方裁判所陪審員は12名（白人10名、黒人2名）全員一致で無罪の評決を下した。その際ピアーズ側は以下の通りに主張した。
- ピアーズが警告したにもかかわらず、被害者が立ち止まらずに至近距離まで歩み続けたため、脅威に感じ発砲した。
- 被害者が手に持っていたカメラを凶器と誤認してしまった。

評決の理由は裁判において明らかにされていない。ルイジアナ州の法律では、屋内への侵入者については発砲が容認されているが、撃たれたとき被害者は敷地内に踏み込んではいたものの、屋内へ立ち入ったわけではない。通常、発砲は認められていなかったにもかかわらず無罪評決が出たが、正当防衛が認められたものか、傷害致死罪の犯罪構成要素を満たしていないと陪審員が判断した結果なのかは不明である。ただし日本のメディアは、発砲が正当防衛と認められて無罪となったことや、被害者が警告を理解できなかったなどの文化の違いを原因として報じる傾向があった。ピアーズは刑事裁判後『ニューヨーク・タイムズ』の記者に対し「もう二度と銃を手にすることはないだろう」と語ったことがあるが、その後銃を手放したかどうかは不明である。

## 民事裁判へ
この後行われた、遺族が起こした損害賠償を求める民事裁判は、刑事裁判とは正反対の結果となった。
まず、原告側のムーア弁護士は裁判の公平性を確保すべく、感情で判決が左右されることもある陪審員裁判ではなく、証拠に基づいて判決を行う判事裁判にすることを狙った。アメリカでは陪審員裁判にする場合、原告・被告のどちらかによる事前の申請と費用負担が必要であり、それがない場合は自動的に判事裁判になる。ムーア弁護士はそれを逆手に取り、陪審員裁判の準備をしているように見せかけて期日までに費用を払い込まなかったため、被告側弁護士が気がつくのが遅れ、判事裁判となった。
まず、ムーア弁護士は、ピアーズと被害者の距離には矛盾があると指摘した。刑事裁判におけるピアーズ側の弁護士は2人の距離が90cmから150cmしかなかったと主張したが、ピアーズの腕の長さと全長21cmのマグナムを考えると2人の距離はそれに加えてさらに1mはあったはずであり、ムーア弁護士が銃の専門家に確認すると、歩いてくる人間を至近距離で撃った場合、撃たれた人間は歩く勢いで1mほど前に倒れ込むと証言した。
刑事裁判において専門家が出したという90cmから150cmという数値は、銃口から被害者までの距離であり、別の専門家の鑑定によると、2人の距離は190cmから250cm離れていた。そのため、被害者は屋内へ立ち入ったわけでもなく、玄関からも数メートル離れていたこととなるため、後ろに下がりドアを閉めたり、応対せずに警察を呼ぶなどの選択肢もあったのに、ピアーズは威嚇射撃ではなくいきなり被害者の胸に向けて発砲したこととなる。刑事裁判で弁護側はこの事実を伏せ、ピアーズと被害者の距離が近かったためにやむなく発砲したと主張し、陪審員たちを無罪評決へ導いたことが明らかとなった。 警告したにもかかわらず被害者が近距離に接近してきたとの主張については、法医学的証拠により、被害者はゆっくりとしか動いていなかったことが証明されている。しかも、刑事裁判でピアーズ側は被害者が手に持っていたカメラを凶器と誤認したと主張していたが、民事裁判ではカメラには気づいていなかった、すなわち手ぶらに見えたと証言を翻した。
他にも、身長170cm、体重61kgの被害者に対し、身長188cm、体重84kgのピアーズに体格差による恐怖心は起きにくかったことや、熊をも撃ち殺せるマグナムを構えておきながら、恐怖を感じ、威嚇射撃や足などへの射撃もせず、いきなり急所へ向けて発砲したのは不自然であり、殺意があった証拠だとムーア弁護士は主張した。
また、ムーア弁護士は新たな事実として、ピアーズは当時家に6丁も銃を持つガンマニアで、鹿狩りが趣味と公言し、銃愛好家であることを提示した。その上、当日はウイスキー・コークを飲んでいたため、判断力が低下していたこと、妻の前夫とトラブルを起こしており、事件の前に前夫に対して「次に来た時は殺す」などと言っていたなどの事実を明らかにした。
そのうえ、ピアーズ夫妻は、警察からの聴取や裁判で矛盾する証言を行なっていた。例えば、ピアーズは当初、過去2年間に銃を使用したことは一度もないと証言していたが、実際は2年間に200回以上もの射撃をしていた。
これらの事実を踏まえ、正当防衛とは到底言えないとして65万3000ドル（およそ7000万円）を支払うよう命令する判決が出された。翌年、同州高等裁が控訴を棄却したため判決が確定した。

## その後
ロドニー・ピアーズおよびその妻や親は、裁判所に命じられた賠償金65万3000ドルのうち、被害者の両親側に支払われたのは、ピアーズが自宅にかけていた保険によって支払われた10万ドルのみである。
ピアーズはこの事件により職場（ウイン・ディキシー・スーパーマーケット）を解雇され、賠償金を一切支払わないまま自己破産した。その後ピアーズ夫妻は離婚したが、現在の消息は不明である。
被害者の両親は交換留学生と友人たちの協力で「アメリカの家庭からの銃の撤去を求める請願書」に署名を求める活動を開始、1年余で170万人分を超える署名を集めた。1993年11月、当時のアメリカ大統領ビル・クリントンに署名を届けるために面会した。被害者の両親がワシントンD.C.に滞在していた間に、アメリカにおける銃規制の重要法案であったブレイディ法が可決された。
日米間の文化の違いを乗り越え相互理解を促進することを目的に、被害者の両親は生命保険の支払い金を原資として、AFS留学生として日本に滞在するアメリカの高校生に毎年1人ずつ奨学金を提供する「YOSHI基金」を1993年6月に設立した。AFSが翌年から毎年実行している他、各種行事や活動内容を記事にして公開している。被害者の遺族はまた、支払われた賠償金の10万ドルのうち、弁護士報酬および裁判費用を除いた4万5000ドルを原資として、「Yoshi's Gift」を設立し、アメリカ国内の銃規制団体を援助している。1996年の初年度はバージニア州およびニューハンプシャー州の銃規制団体を援助、その後も公式サイト上で1998年、1999年、2000年、2002年、2004年の活動を報告している。
2012年10月18日、被害者の両親はルイジアナ州を訪れ、追悼式典、銃規制の会議に出席した。母親は「銃をめぐる状況は停滞しているが、希望が見えてきた。尊敬される米国になってほしい」と述べた。
中国系アメリカ人の女性映画監督クリスティン・チョイは『世界に轟いた銃声』（原題:The Shot Heard Around the World）というドキュメンタリー映画を製作した。この映画では民事訴訟におけるピアーズの様子のほか、被害者の母親も出演している。そこで彼女は息子を射殺した男性もまたアメリカの銃社会の被害者かも知れないと発言している。
バトンルージュでは銃規制団体が10月17日を「YOSHIの日」として祈念行事を行っている。
2022年3月に事件時に被害者と同行していた男性Aが自殺していたことが報道された。

## 事件の背景
この事件は、銃を身近にある日常的なものとして暮らしているアメリカと、日常生活において銃を目にする機会がほとんどない日本とで、銃に対する意識が大きくかけ離れていることを互いに認識させる契機となった。
アメリカ合衆国には、アメリカ合衆国憲法の権利章典にて、銃で自らや家族を防衛すること（武装権）を認める権利が存在するので、他人の敷地に許可なく侵入することの危険性、射撃の警告を受けた場合の対処の仕方（例えば警官に職務質問などにおいて警告を受けた場合、絶対身体を動かしてはならない）などのアドバイスが、外国人に対して必要という指摘もある。
その後夫婦はストップ・ザ・ガンキャラバン隊に参加し、The Coalition to Stop Gun Violence (CSGV)と連携して活動している。

## 評論
映画評論家の大場正明は事件の背景として、銃社会のほかに、当時のアメリカの新興住宅地に蔓延していた犯罪への恐怖や人種偏見などを指摘している。

## 平和の石
1996年にバトンルージュのユニタリアン教会に本事件の記念碑「平和の石」が設置された。「平和の石」は愛知県の「吉田造園」より贈られたものである。

## 類似の事件
- 1994年3月26日、アメリカのロサンゼルスで2人の日本人留学生が銃撃され死亡する事件が発生した。この2人は映画製作を学ぶために留学していた[21][22]。